# Wiehlenarius
Wiehlenarius Eskov, 1990 è un genere di ragni appartenente alla famiglia Linyphiidae.

## Distribuzione
Le due specie oggi attribuite a questo genere sono state reperite nella regione paleartica: la W. boreus in alcune località della Russia, l'altra specie in Europa centrale.

## Tassonomia
A giugno 2012, si compone di due specie:
- Wiehlenarius boreus Eskov, 1990[3] — Russia
- Wiehlenarius tirolensis (Schenkel, 1939) — Svizzera, Austria, Grecia